# 西风烈 (2010年电影)
《西风烈》（英語：Wind Blast；原名《四大名捕》）是一部于2010年上映的中国电影。
此电影为中国导演高群书拍摄的当代警匪题材的西部片，其取景地点为甘肃省酒泉地区阿克塞县。

## 剧情
讲述4个神探、2个逃犯和2名国际杀手在中国西部荒蛮之地的绝地追杀。

## 演员
- 段奕宏　饰向西，外号豹子
- 吴　京　饰杨晓明　外号羚羊（羊倌儿）
- 倪大宏　饰何建中　外号藏獒
- 张　立　饰韩朝东　外号牦牛
- 夏　雨　饰张宁
- 杨采妮　饰孙静
- 吴镇宇　饰杀手麦高
- 余　男　饰杀手阿诺
- 谢君豪 饰 神秘人
- 马国伟 饰 所长
- 何铁红 饰 老白蛋